# 패재너두
《패재너두》(Faxanadu, ファザナドゥ)는 허드슨 소프트가 제작한 1987년 액션 롤플레잉 게임이다. 니혼 팔콤의 RPG 시리즈 《드래곤 슬레이어》의 두번째 작품 《재너두》의 외전작으로, 제목은 발매 기종인 패밀리 컴퓨터와 원작 이름 《재너두》의 혼성어이다.
원작 《재너두》처럼 횡스크롤 화면 이동 방식과 플랫폼 액션을 합친 롤플레잉 게임플레이를 차용하고 있으나, 그 외에 좀더 자세한 이야기 도입과 퍼즐 추리 요소의 간략화 등 원작과 판이하게 다른 점이 많다. 고향에 들어온 주인공이 왕의 명령을 받아 세계수 내부를 탐험하는 것이 주내용이다.
발매 당시 북미 및 유럽 지역에선 닌텐도가 배급했다. 2010년에는 Wii 버추얼 콘솔을 통해 재발매됐다.